# Kincaid (Kansas)
Kincaid és una població dels Estats Units a l'estat de Kansas. Segons el cens del 2000 tenia 178 habitants.

## Demografia
Segons el cens del 2000, Kincaid tenia 178 habitants, 73 habitatges, i 41 famílies. La densitat de població era de 137,5 habitants/km².
Dels 73 habitatges en un 24,7% hi vivien nens de menys de 18 anys, en un 42,5% hi vivien parelles casades, en un 11% dones solteres, i en un 43,8% no eren unitats familiars. En el 39,7% dels habitatges hi vivien persones soles el 23,3% de les quals corresponia a persones de 65 anys o més que vivien soles. El nombre mitjà de persones vivint en cada habitatge era de 2,44 i el nombre mitjà de persones que vivien en cada família era de 3,34.
Per edats la població es repartia de la següent manera: un 23% tenia menys de 18 anys, un 7,9% entre 18 i 24, un 23% entre 25 i 44, un 23,6% de 45 a 60 i un 22,5% 65 anys o més.
L'edat mediana era de 43 anys. Per cada 100 dones de 18 o més anys hi havia 107,6 homes.
La renda mediana per habitatge era de 22.857 $ i la renda mediana per família de 29.375 $. Els homes tenien una renda mediana de 20.694 $ mentre que les dones 14.500 $. La renda per capita de la població era de 9.472 $. Entorn del 7% de les famílies i l'11,1% de la població estaven per davall del llindar de pobresa.

## Poblacions més properes
El següent diagrama mostra les poblacions més properes.